# Трудный путь (фильм, 1964)
«Трудный путь» (узб. Qiyin yo'l) — советский чёрно-белый художественный драматический фильм 1964 года, снятый режиссёром Хаджи Ахмаром на киностудии «Узбекфильм» по сценарию Сергея Нурутдинова.
Премьера состоялась 25 апреля 1966 года. Фильм посмотрели 4,8 млн зрителей.

## Сюжет
Конструктор Гафур Каюмов решает помочь людям избавиться от тяжёлого труда по сборке хлопка руками, создав хлопкоуборочную машину. Однако директор завода пускает в производство незавершённую машину, что приводит к неудачным результатам на полях республики. Начальник конструкторского бюро Турсунов пытается спасти своё кресло, задавая Буриеву создать новую машину. Каюмов отказывается от этого предложения и его отстраняют от работы. Он продолжает работу над машиной вместе с друзьями и несмотря на препятствия, создаёт успешную модель «Узбекистан», которая помогает сельхозработникам на полях. Годы спустя, Гафур снова среди друзей, с гордостью наблюдая за работой своей машины в регионе и за его пределами.

## В ролях
- Нигмат Касымов — Гафур
- Антонина Рустамова — Санобар
- Сталина Азаматова — Муборак
- Алим Ходжаев — Буриев
- Аббас Бакиров — Турсунов
- Бахриддин Насретдинов — Умар
- Евгений Григорьев — Сергей Иванович
- Лев Степанов — старый чертёжник

## Съёмочная группа
- Автор сценария — Сергей Нурутдинов
- Режиссёр-постановщик — Хаджи Ахмар
- Оператор — Михаил Краснянский
- Художник — Альфред Таланцев
- Композитор — Икрам Акбаров
- Звукооператор — Александр Кудряшов
- Директор картины — Михаил Ишевский

## Русский дубляж
Фильм дублирован на киностудии «Ленфильм».
- Режиссёр дубляжа — Владимир Скворцов
- Звукооператор — Игорь Вигдорчик

### Роли дублировали
- Григорий Гай — Гафур
- Р. Милославская — Санобар
- Жанна Сухопольская — Муборак
- Георгий Куровский — Буриев
- Ефим Копелян — Турсунов
- Владимир Костин — Умар